# Bapchule
Bapchule (O'odham : Pi:pchul) est une communauté non incorporée dans le nord du comté de Pinal en Arizona. Elle est située au sein de la réserve indienne de Gila River au sud de la région métropolitaine de Phoenix.